# Łomnica (wieś w powiecie czarnkowsko-trzcianeckim)
Łomnica (niem. Lemnitz) – wieś w Polsce, położona w województwie wielkopolskim, w powiecie czarnkowsko-trzcianeckim, w gminie Trzcianka.

## Położenie
Łomnica położona jest 6 km na północny wschód od Trzcianki. Przez miejscowość wiedzie część międzynarodowej trasy rowerowej Euro Route R-1.

## Historia
Pierwsze wzmianki o wsi pochodzą z XVI w. Według dokumentów z 1629 roku w Łomnicy znajdowały się 34 domy, plebania i szkółka. W latach 1738–1757 była własnością Stanisława Poniatowskiego. Następnym właścicielem wsi był Andrzej Radoliński. W wyniku I rozbioru Polski, w 1772 r. Łomnica została zajęta przez Prusy. W 1945 r. znalazła się w granicach Polski.
W latach 1954–1959 wieś należała i była siedzibą władz gromady Łomnica, po jej zniesieniu w gromadzie Trzcianka. W latach 1975–1998 miejscowość należała administracyjnie do województwa pilskiego.

### Kościół
We wsi znajduje się poewangelicki, neogotycki kościół pw. Matki Boskiej z 1837 r. oraz przykościelny cmentarz ewangelicki z przełomu XIX i XX w.

## Edukacja i kultura
W Łomnicy znajduje się Szkoła Podstawowa im. Henryka Sienkiewicza, tzw. "tysiąclatka", świetlica oraz filia Biblioteki Publicznej Miasta i Gminy im. Kazimiery Iłłakowiczówny w Trzciance.
W 2001 r. Łomnica zajęła pierwsze miejsce w konkursie "Piękna wieś", na najbardziej zadbaną wieś w gminie.

## Integralne części wsi Łomnica
| SIMC    | Nazwa            | Rodzaj    |
| ------- | ---------------- | --------- |
| 1064522 | Łomnica Pierwsza | część wsi |
| 0530330 | Łomnica-Folwark  | część wsi |
| 0530347 | Łomnica-Młyn     | część wsi |